# Географија Немачке
Немачка је држава централне (средње) Европе, која се простире од Алпа на југу, преко централноевропске низије, све до Северног и Балтичког морa на северу. Немачка је на другом месту по броју становника у Европи (после Русије), а осма (ако за Данску рачунамо Гренланд и Фарска острва) по површини.

## Површина и границе
Територија Немачке покрива простор од 356.051 km квадратних километара, што је чини 63. највећом земљом на свету. Границе Немачке су укупне дужине 3.876 km, од чега са Данском (дужине 68 km), на североистоку са Пољском (469 km), на истоку са Чешком (817 km), на југоистоку са Аустријом (817 km; без границе у боденском језеру), на југу са Швајцарском (333 km; са границама ексклаве Бусинген, али без границе у горњем језеру Боденског језера), на југозападу са Француском (455 km), на западу са Луксембургом (136 km) и са Белгијом (204 km; од тога 47 км са обе стране Венбана) и на северозападу са Холандијом (576 km; без Долларта и граница на периферији Емса). Не постоји међународно призната граница за Боденско језеро. Неспорно је да је суверенитет до дубине језера од 25 m јасно додељен приобалним државама. Према аустријском гледишту, преостало подручје језера је заједничка територија, а према швајцарском, подлеже стварној подели по принципу еквидистанце. Савезна Република Немачка није се обавезала на званичан став. Оно што треба рећи јесте што нема ниједне граничне прелазе ни са једном границом, јер су и Немачка и све границе у Шенген зони.
| Аустрија   | 817 km (без Боденског језера) |
| Швајцарска | 333 km (без Боденског језера) |
| Француска  | 455 km                        |
| Луксембург | 136 km                        |
| Белгија    | 204 km                        |
| Холандија  | 576 km                        |
| Данска     | 68 km                         |
| Пољска     | 469 km                        |
| Чешка      | 817 km                        |
| Укупно     | 3.876 km                      |

### Екстремне тачке
Немачка се протеже од планинског венца Алпи (највиша тачка Цугшпице, 2.962 m) на југу, до обала Северног и Балтичког мора на северу. Шумско побрђе средње Немачке и низијска северна Немачка (најнижа тачка је Нојендорф-Захсенбанде, на 3,54 m испод нивоа мора) испресијецани су великим ријекама као што су Рајна, Дунав и Елба. Немачки алпски глечери су изложени деглацијацији. Значајне природне ресурсе чини гвожђе, угаљ, поташа, дебла, лигнит, уранијум, бакар, земни гас, со, никл, обрадиво земљиште и вода.
| Екстремне тачке Немачке | Екстремне тачке Немачке | Екстремне тачке Немачке | Екстремне тачке Немачке  | Екстремне тачке Немачке                                              |
| Тачка                   | Име                     | Део                     | Област                   | Напомена                                                             |
| ----------------------- | ----------------------- | ----------------------- | ------------------------ | -------------------------------------------------------------------- |
| Најсевернија            | Лист                    | Зилт                    | Шлесвиг-Холштајн         | 55° 03′ N 8° 24′ E / 55.050° С; 8.400° И                             |
| Најјужнија*             | Оберстдорф              | Алпи                    | Баварска                 | 47° 16′ N 10° 10′ E / 47.267° С; 10.167° И                           |
| Најисточнија            | Најсеауе                | Лужичка Ниса            | Саксонија                | 51° 16′ N 15° 02′ E / 51.267° С; 15.033° И                           |
| Најзападнија            | Зелфкант                | Рурска област           | Северна-Рајна Вестфалија | 51° 03′ N 05° 51′ E / 51.050° С; 5.850° И                            |
| Највиша                 | Цугшпице                | Алпи                    | Баварска                 | 2.962 m надморске висине, 47° 25′ N 10° 59′ E / 47.417° С; 10.983° И |
| Најнижа                 | Нојендорф-Захсенбанде   | Лаба                    | Шлесвиг-Холштајн         | 5 m надморске висине, 53° 57′ N 09° 19′ E / 53.950° С; 9.317° И      |

## Физичка географија

### Рељеф
У физичкогеографском погледу, а превасходно захваљујући морфолошким факторима, Немачка има изглед „три степенице” које се постепено спуштају идући од југа ка северу. У том распореду једино се меридијанска регија Порајња издваја као засебна целина, како у хидрографском и рељефном, тако и у привредном погледу.
Најзначајнија река Немачке је Рајна, а сливу Северног мора припадају још и Лаба и Везер. На Лаби се налази и највећа немачка лука Хамбург, док је најзначајнија лука на Везеру Бремен. Највећа река у сливу Балтичког мора је Одра. Највећа река у јужном делу земље је Дунав који је у Немачкој плован низводно од Улма. У северном делу земље налази се већи број релативно мањих језера ледничког порекла.
Педолошки покров представљен је подзолима скромнијег бонитета, а нешто плодније тло је у северним дијеловима и у подножјима средњоњемачких планина. На граници низијског и планинског појаса налази се уска зона леса на основу ког су се развила и нешто квалитетнија и хумусом богатија земљишта. Најплодније тло налази се у долинама Рајне и Дунава и формирано је захваљујући алувијалним наносима.

### Географске регије
Немачка је подијељена на 4 географске регије:
- Севернонемачка низија;
- Масиви и котлине средње Немачке;
- Субалпска и алпска регија;
- Порајње.

#### Севернонемачка низија
Севернонемачка низија представља ниско, доста замочварено и песковито подручје прекривено седиментима глацијалног порекла. То низијске подручје представља дио континуираних низија Евроазије које се протежу од Русије до Низоземља. Реке јако дренирају ово подручје и односе воду ка Балтичком мору на северу (Одра) и Северном мору (Лаба и Везер) на сјеверозападу. Реке теку дуж чела некадашњих ледника широким прадолинама. Депресије између моренских бедема испуњене су мочварама и језерима, а неке су искориштене и за канале којима су повезане долине великих немачких ријека. Регија је рељефно доста једнолична. Подручје уз Балтик било је знатно дуже под утицајима глацијалног процеса док су области западно од Лабе биле захваћене само старијом глацијацијом. Јужно од низија налази се лесна зона Берде која представља прелазну област између глацијалне низије на северу и старих масива средње Немачке на југу.
У оквиру ове географске регије налазе се историјско-географске подрегије Шлезвиг-Холштајн, Мекленбург, Доња Саксонија и Бранденбург. Подручје Шлезвиг-Холштајна налази се на крајњем северу земље и самим тим је најдуже било изложено глацијалним процесима и ту су леднички трагови најизраженији. Изразити су моренски бедеми који се смењују с влажним депресијама у којима су се очувала бројна мања глацијална језера. Регија излази на Балтичку обалу коју затварају низови литералних кордона који онемогућавају приступ већих бродова. Најважније луке овог дела земље су Кил и Либек који су смештени у истоименим заливима. Мекленбург представља продужетак низијског земљишта ка истоку и физиономијом овог дела доминирају морене и ледничка језера. Највећа језера су Мириц, површине 110 km² и Шверинско. Доња Саксонија се простире западно од Лабе, док је источно Бранденбург. Обје регије се налазе у зони старије глацијације и самим тим глацијални облици рељефа овдје су знатно ријеђи.
На прелазу између Севернонемачке низије и Масива и котлина средње Немачке налази се област Берде, најплоднији део Немачке. Ову област пресијеца пловни Средњонемачки канал (Мителанд).

#### Масиви и котлине средње Немачке
Масиви и котлине средње Немачке налазе се у централном делу земље, између Северноњемачке низије на северу и алпског подручја на југу. Геолошки припадају пространој зони Херцинида (варисцијшки лу) између којих су спуштене дубоке котлине. Масиви се међусобно разликују по свом облику и надморској висини. На западу се налази Рајнски кристаласти масив кога пресијеца ријека Рајна, у централном дијелу је масив Харц који се издиже изнад низије прекривене флувио-глацијалним седиментима. На југозападу је Шварцвалд. Три главна планинска ланца у Хесену су Вестервалд (672 м), Рен (950 м) и Фогелсберг (774 м), а на њих се даље на истоку настављају Тириншка шума (982 м) и Франачка шума, те даље планине у пограничном подручју са Чешком, Рудне планине и Чешка шума. Сјеверније се налазе усамљене острвске планине, Ротхар (841 м) и Харц (1.142 м). Између Тириншке и Франачке шуме и Харца налази се Тириншка завала лонгитудинално омеђена двјема тектонским линијама. Источно од Тирингије и јужније од зоне Берда налази се Саксонија чијим рељефом доминирају Чешко-њемачке рудне планине изграђене од старих стијена херциншке орогенезе. У басену између Шварцвалда и Швапске Јуре (око 800 м) налази се покрајина Баден-Виртемберг.

#### Субалпска и алпска регија
Субалпско и алпско подручје простире се источно од Виртемберга, односно јужно од Дунава. Дуж границе с Аустријом издижу се венци кречњачких Предалпа који достижу висине и до 3.000 m и то је алпски део Немачке (субалпска зона се у највећој мери изједначава с територијом Баварске). Највиши врх немачких Алпа, а самим тим и целе Немачке, је Цугшпице с надморском висином од 2.963 метра. Немачке Алпе су изграђене од мезозојских кречњака и испресијецани су бројним мањим трансверзалним долинама чијим дном протичу већи и мањи водотоци (најважније су притоке Дунава Лех, Изар, Ин). Ово је туристички најразвијенији део Немачке и ту се налази и познати зимски центар Гармиш-Партенкирхен.
Баварска висораван налази се у северном делу регије и простире се од сјеверна алпске подгорине до Дунава. Дунав кроз Немачку тече дужином од 362 км и његова долина је у том подручју изграђена од кречњачких и кристаластих стијена (немачку територију напушта код града Пасауа). Баварска висораван је изграђена од моренских наноса нанесених путем ледника који су се кретали са Алпа. Просјечне надморске висине висоравни крећу се од 600 до 900 m. Висораван пресијецају бројне ријеке које долазе са Алпа, а бројна су и мања ледничка језера.

#### Порајње
Порајње или Рајнско-вестфалска област налази се у западном делу земље и његовим пејзажом доминира долина реке Рајне. Ова регија се даље дијели на 6 подрегија — Горњорајнска долина, Сарски басен, Средњорајнска долина, Келнски басен, Рурски басен и Минстерски басен (Вестфалија).
Горњорајнска долина представља тектонски спуштени ров који је у геолошкој прошлости био ујезерена површина, све док се Рајна сутјескама није пробила кроз старе кристаласте стене и језерску воду „одвела” ка Северном мору. Сама долина је полигенетског порекла, на шта указују тектонске линије испод Вогеза на западу и Шварцвалда на истоку, гдје је формиран тектонски ров (грабен). Између долина Рајне и Мозела налази се Сарски басен, површине око 2.500 km², подручје са изванредно великим залихама каменог угља. Средњорајнска долина обухвата сужени, клисурасти, дио долине Рајне настао пробијањем ријеке између старих кристаластих масива Хинсрика на западу и Тауруса на истоку, те северније између Ајфела на западу и Вестервалда са Зауерландом на истоку. Најужа сутјеска је Лорелај која се уздиже 132 метра изнад нивоа ријеке. Важније реке у овом подручју су још и Мозел и Лан које су уливају у Рајну код Кобленца. Регион је познат по бројним термалним изворима. Келнски басен се налази сјеверније по изласку Рајне из клисурастог дијела корита и формиран је од флувијалних и флувиоглацијалних седимената. На ободу басена су лесне терасе, док су виши дијелови под шумама. Западно од Рајне је Рурски басен који се пружа у дужини од око 140 км (у смеру запад-исток) на површини од око 5.000 km². Рур представља индустријско срце Немачке. Рурски басен се на североистоку продужује у Минстерски басен који повезује долину Рајне са Доњом Саксонијом.

### Клима
Највећи део Немачке има умерену сезонску климу у којој преовлађују влажни ветрови. Земља се налази између океанске западноевропске и континенталне источноевропске климе. Климу ублажава Северноатлантска струја, северни крак Голфске струје. Ова топла морска струја утиче на подручја која излазе на Северно море; посљедично, клима на северозападу и западу је океанска. Годишњи просек падавина у Немачкој је 789 mm; не постоји досљедна сушна сезона. Зиме су хладне, а лета топла; температуре могу прећи 30 °C. На истоку је клима више континентална: зиме могу бити веома хладне, а љета веома топла; могу се јавити дужи сушни периоди. Средња и јужна Немачка су прелазне области, у којима се разликују умерена океанска или континентална клима. Поред морске и континенталне климе које преовлађују у највећем делу земље, област Алпи на крајњем југу и — у мањој мери — неке области побрђа средње Немачке могу имати планинску климу, с ниским температурама и већом количином падавина.
- Пејзаж Линебуршке пустаре у пролеће
- Долина Рајне у Лорелају у лето
- Балтичка обала на острву Уседом у јесен
- Западна страна врха Цугшпице у зиму

### Биодиверзитет
Територија Немачке се може подијелити на два екорегиона: европско-средоземне планинске мешовите шуме и северноисточни-атлантски поморски гребени. Већину Немачке је 2008. године покривало обрадиво земљиште (34%) или шуме / шумовити крај (30,1%); само 13,4% површине чинили су стални пашњаци, а 11,8% било је покривено насељима или улицама.
Биљке и животиње које живе на територији Немачке уобичајене су за средњу Европу. Букве, храстови и друго листопадно дрвеће чини једну трећину шума; површине под четинарима се повећавају пошумљавањем. Смрча и јела преовлађују у вишим планинама, док се бор и ариш налазе на пјесковитом тлу. Има много врста папрати, цвећа, гљива и маховина. Од дивљих животиња на територији Немачке станишта су нашли црвени јелен, дивља свиња, муфлон, лисица, јазавац, зец и мали број даброва. Плави њивски различак један је од немачких националних симбола.
У Немачкој постоји 16 националних паркова, међу којима су: Јазмунд, Западнопомеранијска лагуна, Мириц, Ваденско море, Харц, Хајнрих, Шварцвалд, Саксонска Швајцарска, Баварска шума и Берхтесгаден. Поред националних паркова, постоји још 15 резервата биосфере и 98 паркова природе. У Њемачкој ради више од 400 регистрованих зоолошких вртова, што је највећи број у једној земљи. Берлински зоолошки врт, отворен 1844. године, најстарији је зоолошки врт у Немачкој и представља најсвеобухватнију збирку животињских врста на свету.

## Друштвена географија

### Привреда
Немачка има социјалну тржишну привреду с веома квалификованом радном снагом, великим капиталом, ниским нивоом корупције и високим степеном иновација. Трећа на свету по количини извезене робе и има највећу националну привреду у Европи која је четврта на свету по номиналном БДП и педесет прва по ПКМ.
Сервисни сектор доприноси са око 71% укупног БДП (укључујући информационе технологије), индустрија са 28% и пољопривреда са 1%. Стопа незапослености према подацима Еуростата у јануару 2015. године износила је 4,7%, што је најнижа стопа међу свим државама чланицама Европске уније. Немачка има најнижу стопу незапослених младих међу свим државама чланицама Европске уније која износи 7,1%. Према Организацији за економску сарадњу и развој Немачка има једну од највиших радних продуктивности на свету.
Немачка је део Европског јединственог тржишта које чини више од 508 милиона потрошача. Неколико домаћих комерцијалних политика одређује се споразумима између чланица Европске уније и законодавством ЕУ. Немачка је увела заједничку европску валуту, евро 2002. године. Чланица је Еврозоне коју представља око 338 милиона грађана. Монетарну политику Еврозоне поставља Европска централна банка, са сједиштем у Франкфурту на Мајни, финансијском средишту континенталне Европе.
Као дом савремених аутомобила, аутомобилска индустрија у Немачкој сматра се једном од најконкурентнијих и иновативнијих на свету и четврта је највећа по производњи. Десет највећих извозних добара Немачке су возила, стројеви, хемикалије, електрични производи, електрична опрема, фармацеутски производи, транспортна опрема, основни метали, прехрамбени производи и гума и пластика. Немачка је трећи по величини извозник оружја на свету.

### Предузећа
Од 500 највећих свјетских предузећа које се котирају на берзи Фортуне Глобал 500 на основу прихода у 2014. године, са седиштем у Немачкој налази се 28 предузећа. Тридесет предузећа са сједиштем у Немачкој налази се на DAX, њемачком берзовном индексу. Познати међународни брендови су BMW, Мерцедес-Бенц, Ауди, Порше, Фолксваген, САП-СЕ, Сименс, Алијанц, Адидас, Немачке железнице, Дојче банк и Бош.
Немачка је позната по великом броју специјализованих малих и средњих предузећа, што је познато као средња класа модел. Око 1.000 ових предузећа су водећа на глобалном тржишту у свом елементу и означени су као скривени шампиони. Берлин се развио успешно у космополитско средиште за старт-ап предузећа и постао водеће место за фирме у Европској унији које се финансирају из предузетничког капитала.
Списак највећих немачких предузећа по приходима 2018. године:
| Ранг | Име           | Седиште        | Приход (милд. €) | Профит (милд. €) | Запослени (свет) |
| ---- | ------------- | -------------- | ---------------- | ---------------- | ---------------- |
| 01.  | Фолксваген    | Волфсбург      | 236              | 13,9             | 664.500          |
| 02.  | Мерцедес-Бенц | Штутгарт       | 167              | 11,1             | 298.700          |
| 03.  | Шварц група   | Некарсулм      | 113              | ?                | 458.000          |
| 04.  | BMW           | Минхен         | 104              | 7,1              | 134.700          |
| 05.  | Лидл          | Некарсулм      | 89               | ?                | 160.100          |
| 06.  | Сименс        | Берлин, Минхен | 83               | 6,1              | 379.000          |
| 07.  | Дојче телеком | Бон            | 81               | ?                | 216.000          |
| 08.  | Роберт Бош    | Штутгарт       | 79               | 5,3              | 410.000          |
| 09.  | Унипер        | Диселдорф      | 66               | 863              | 12.000           |
| 010. | Немачка пошта | Бон            | 63               | 4,1              | 546.900          |
| 012. | BASF          | Лудвигсхафен   | 63               | 6,4              | 122.400          |
| 021. | Метро         | Диселдорф      | 37               | 1,4              | 146.300          |
| 026. | Е.ОН          | Есен           | 30               | 3,0              | 43.300           |
| 0-   | Алијанц       | Минхен         | 131              | 11,5             | 142.000          |

### Политичка географија
| Држава                        | Гл. град  | Површина (km²) | Становништво | Номинални БДП у милијардама € (2015) | Номинални БДП по главни ст. у € (2015) | Номинални БДП по главни ст. у $ (2015) |
| ----------------------------- | --------- | -------------- | ------------ | ------------------------------------ | -------------------------------------- | -------------------------------------- |
| Баден-Виртемберг              | Штутгарт  | 35.752         | 10.879.618   | 461                                  | 42.800                                 | 47.500                                 |
| Баварска                      | Минхен    | 70.549         | 12.843.514   | 550                                  | 43.100                                 | 47.900                                 |
| Берлин                        | Берлин    | 892            | 3.520.031    | 125                                  | 35.700                                 | 39.700                                 |
| Бранденбург                   | Потсдам   | 29.477         | 2.484.826    | 66                                   | 26.500                                 | 29.500                                 |
| Бремен                        | Бремен    | 404            | 671.489      | 32                                   | 47.600                                 | 52.900                                 |
| Хамбург                       | Хамбург   | 755            | 1.787.408    | 110                                  | 61.800                                 | 68.800                                 |
| Хесен                         | Висбаден  | 21.115         | 6.176.172    | 264                                  | 43.100                                 | 47.900                                 |
| Мекленбург-Западна Померанија | Шверин    | 23.174         | 1.612.362    | 40                                   | 25.000                                 | 27.700                                 |
| Доња Саксонија                | Хановер   | 47.618         | 7.926.599    | 259                                  | 32.900                                 | 36.600                                 |
| Северна Рајна-Вестфалија      | Диселдорф | 34.043         | 17.865.516   | 646                                  | 36.500                                 | 40.500                                 |
| Рајна-Палатинат               | Мајнц     | 19.847         | 4.052.803    | 132                                  | 32.800                                 | 36.400                                 |
| Сарланд                       | Сарбрикен | 2.569          | 995.597      | 35                                   | 35.400                                 | 39.300                                 |
| Саксонија                     | Дрезден   | 18.416         | 4.084.851    | 113                                  | 27.800                                 | 30.900                                 |
| Саксонија-Анхалт              | Магдебург | 20.445         | 2.245.470    | 57                                   | 25.200                                 | 27.800                                 |
| Шлезвиг-Холштајн              | Кил       | 15.763         | 2.858.714    | 86                                   | 31.200                                 | 34.700                                 |
| Тирингија                     | Ерфурт    | 16.172         | 2.170.714    | 57                                   | 26.400                                 | 29.300                                 |
| Немачка                       | Берлин    | 357.376        | 82.175.684   | 3025                                 | 37.100                                 | 41.200                                 |

### Урбанизација
Немачка има укупно 2.060 места и градова (јануар 2017). Постоји 11 званично признатих метрополитанских региона у Немачкој. Као региополе идентификују се 34 града. Највећа конурбација је регион Рајна-Рур (11,7 милиона становника 2008. године) који чине Диселдорф (главни град Северне Рајне-Вестфалије), Келн, Бон, Дортмунд, Есен, Дуизбург и Бохум.